# Histoire philatélique et postale du Tibet

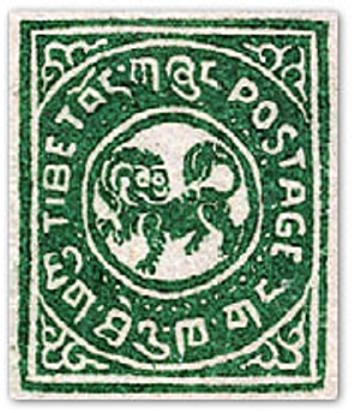
Timbre de 1912 appartenant à la première série de timbres du Tibet

L'Histoire philatélique et postale du Tibet commence en 1888.

## Timbres étrangers (fin duXIXeet début duXXesiècle: 1888 à 1911)

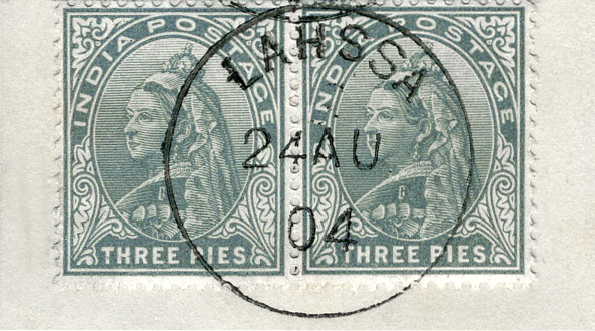
Timbres de l'Inde britannique oblitérés le 24 août 1904 à Lhassa

Les premières timbres utilisés au Tibet sont des timbres étrangers. La connexion postale entre l'Empire britannique puis l'Inde a duré entre 1888 et le milieu des années 1950 À la suite de la ratification de la Convention de 1904 entre la Grande-Bretagne et le Tibet, les postes de l'Inde britannique sont autorisées à opérer à l'intérieur du Tibet,.
De 1909 à 1911, l'armée impériale chinoise occupa le Tibet, contraignant le 13e dalaï-lama et son gouvernement à s'enfuir en Inde. Pendant environ deux ans, cinq bureaux de poste chinois fonctionnèrent dans le Tibet central et un dans le Tibet oriental (à Chamdo dans le Kham). Au départ, la poste impériale chinoise utilisait des timbres impériaux chinois, mais en 1911 elle introduit une série de onze timbres surchargés en trois langues (chinois, tibétain et anglais).

## Timbres tibétains (première moitié duXXesiècle: 1912 à la fin des années 1950)
À la suite de la déclaration d'indépendance en 1912, le gouvernement du Tibet, dirigé par le 13e dalaï-lama, émet les premiers timbres tibétains. Les timbres tibétains comportent une image du lion des neiges, l'emblème nationale du Tibet. Les timbres comprennent l'inscription « Gouvernement du Tibet » en caractères tibétains (tibétain : བོད་གཞུང་), ainsi que « Tibet » en anglais.

### Série de 1912
La première série de 1912 compte six timbres dont la valeur s’échelonnait entre de 1/6e de tangka et 1 tangka, ainsi qu'un timbre de plus haute valeur équivalant à un Srang (= 6 2/3 trangka), qui pourrait avoir été utilisé pour l'envoi de messages télégraphiques.
Les feuilles étaient imprimées sur des planches de bois gravées, une pour chaque valeur de timbre. Dans la planche originale, le timbre de 2/3 trangka (couleur carmin) comporte la fameuse erreur orthographique "Potsage" au lieu de "Postage",.

### Série de 1914
Une deuxième série de deux timbres de 4 et 8 tangka fut émise à partir de 1914. Ces timbres étaient imprimés par feuilles de 12, en utilisant une planche de bois gravée manuellement. Tous ces timbres comportent une figure centrale ronde.

### Série de 1933
Une troisième série de cinq timbres de 1/2 à 4 tangka fut émise à partir de 1933. Ces timbres comportent tous une figure centrale carrée. Pour chaque timbre, 12 blocs gravés individuellement étaient assemblés pour constituer une planche d'impression. Ce système d'impression fut utilisé entre 1933 et 1960.

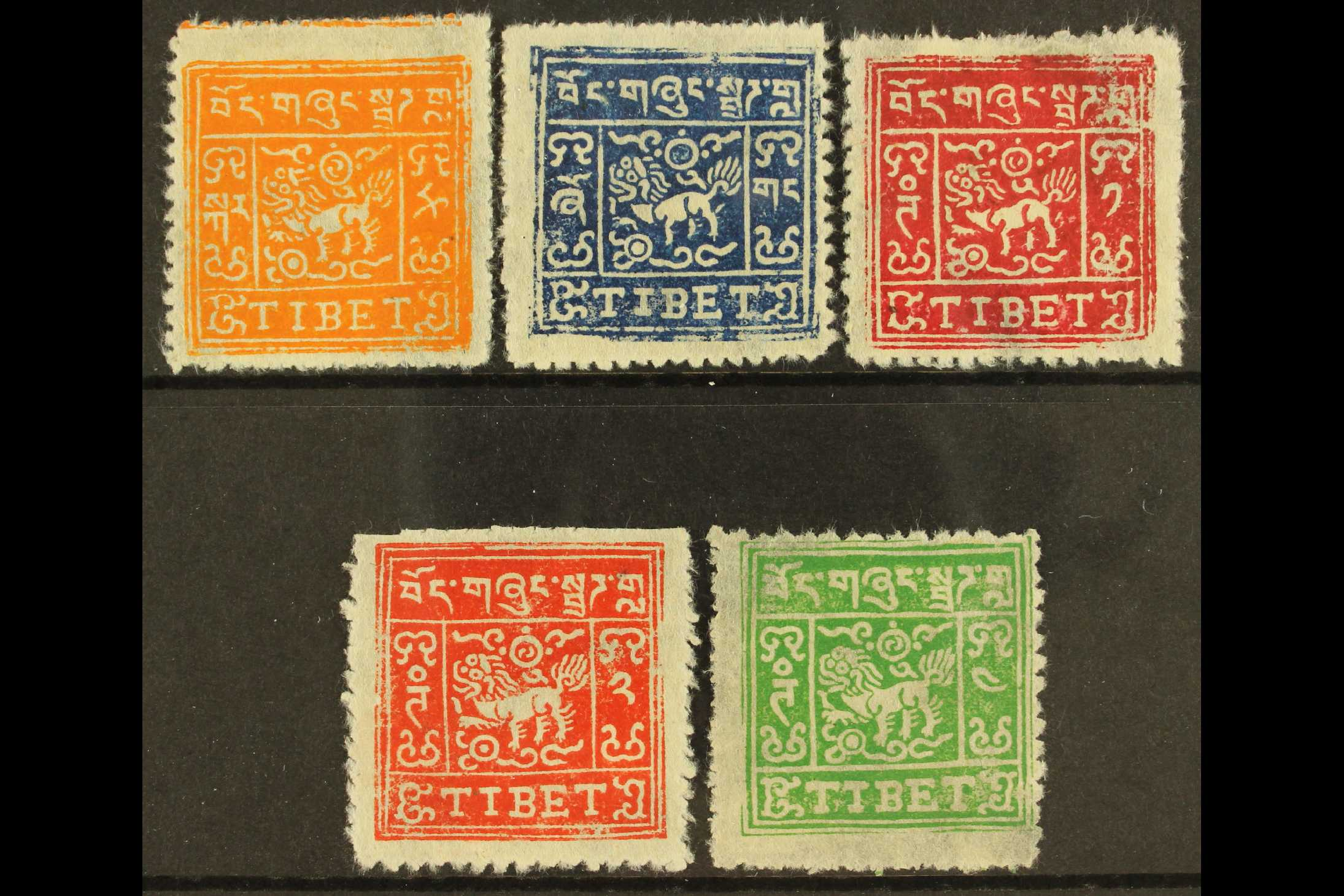
La série complète de 1933.
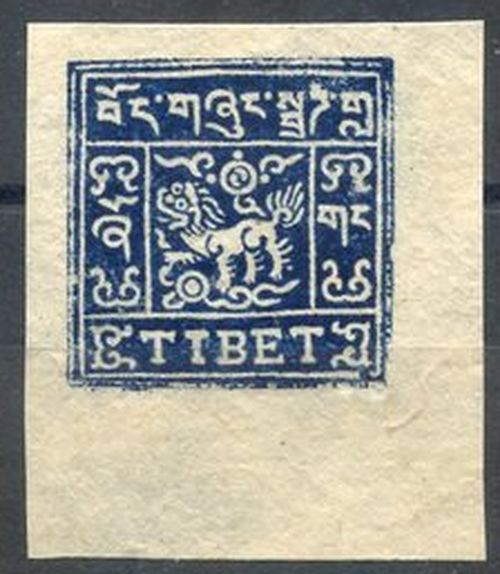
Timbre de 2/3 Trangka, série de 1933
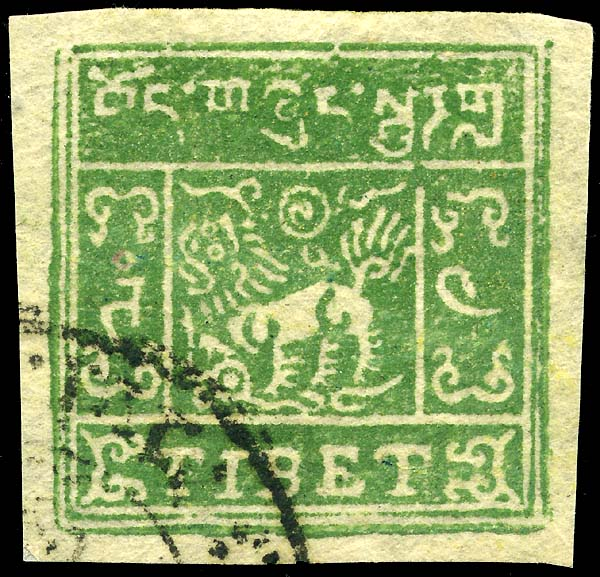
Timbre de 1934

### Dernières séries
D'autres séries de timbres ont suivi jusque dans les années 1950.

### Tarifs postaux
http://fuchs-online.com/tibet/Postal_History/1912_Rate_Combinations.htm

### Témoignages

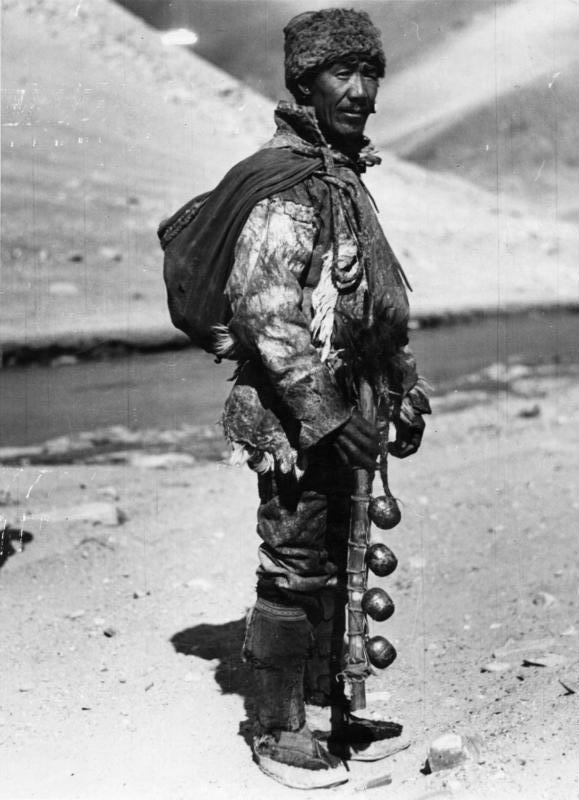
Coureur de la poste tibétaine en 1938 à Phari Dzong.
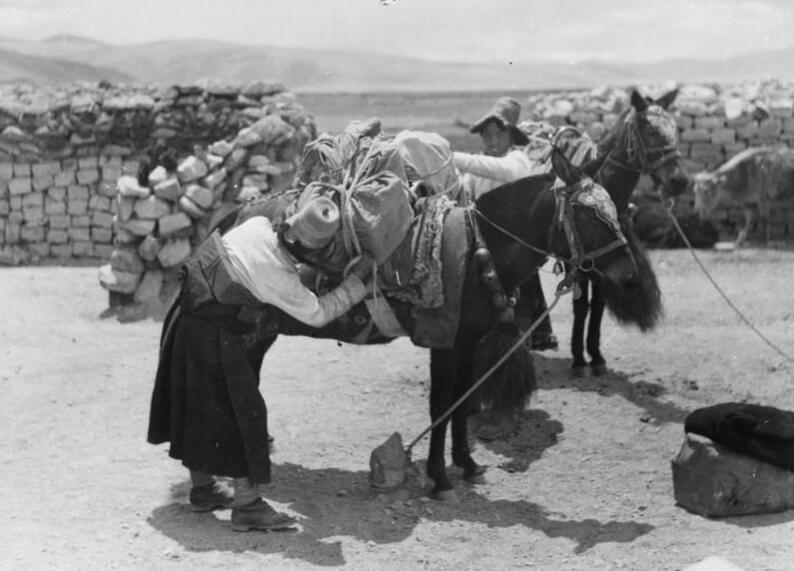
Au relais de poste de Kala en 1938.

Ayant voyagé au Tibet en 1922, l'aventurier et orientaliste américain William Montgomery McGovern rapporte, dans le récit de son séjour, que la poste et le télégraphe tibétains, qui venaient d'être créés, servaient efficacement à empêcher l'intrusion dans le pays d'Européens non invités : la communication était en effet possible à tout moment entre la frontière et la capitale.
Sonam T. Kazi, interprète et traducteur auprès de la Mission indienne au Tibet entre 1949 et 1956, rapporte que le Tibet avait un réseau de bureaux de postes et des tampons d'affranchissement, et qu'il imprimait des timbres postaux de différentes tailles, couleurs et dénominations. Sur les timbres était figuré un lion des neiges, l'emblème du Tibet. Y figuraient également les lettres tibétaines signifiant « Gouvernement du Tibet » et en anglais le mot « Tibet ».

### Philatélie
Les timbres du Tibet suscitent un intérêt marqué des philatélistes,. Les collectionneurs doivent cependant être attentifs aux nombreux faux en circulation,.
En 1942, les États-Unis avaient dépêché au Tibet un émissaire, Ilia Tolstoï, accompagné de l'explorateur Brooke Dolan II. Avant de quitter le Tibet en 1943, les deux hommes avaient demandé à des responsables tibétains d'envoyer au président Roosevelt, collectionneur de timbres, quelques timbres de leur pays. La demande fut rejetée par la partie tibétaine, estimant que des cadeaux en papier n'étaient pas appropriés pour le chef d'un grand pays. La collection Roosevelt comprend tout de même des timbres du Tibet.

## Timbres de la République populaire de Chine (fin des années 1950 à nos jours)
Selon Geoffrey Flack, l'histoire postale de cette période reste en grande partie à écrire. Les timbres tibétains ont été imprimés jusqu'en 1960. Les timbres aujourd'hui en usage dans la Région autonome du Tibet sont des timbres de la République populaire de Chine, comme dans l'ensemble de la Chine, à l'exception de Hong Kong, Macao et de la République de Chine qui conservent leur propre système postal.
http://eng.tibet.cn/2010home/news/201204/t20120417_1736416.html

## Timbres du gouvernement tibétain en exil (fin des années 1950 à nos jours)
http://www.stampboards.com/viewtopic.php?f=13&t=30145
http://www.stampcommunity.org/topic.asp?TOPIC_ID=8802
http://www.unostamps.nl/country_tibet.htm
http://commonwealthstampsopinion.blogspot.ch/2014/02/372-commonwealth-and-tibet.html

## Le courrier international
L'Inde anglaise devient le premier pays non-fondadeur admis dans l'Union Générale des Postes après sa création, le 1er juillet 1876. Les postes de l'Inde britannique on opéré au Tibet à partir de 1888. C'est donc l'Inde britannique, puis l'Inde indépendante après 1947, qui se chargèrent de la presque totalité du courrier international du Tibet jusqu'au milieu des années 1950.
L'alpiniste et écrivain autrichien Heinrich Harrer, qui séjourna au Tibet de mai 1944 jusqu'à invasion militaire chinoise en mars 1951, décrit les services postaux tibétains de cette période comme compliqués car il faut deux enveloppes, une externe portant un timbre tibétain, et une interne qui, arrivée en Inde et après enlèvement de l'enveloppe externe, sera revêtue d'un timbre indien puis à nouveau postée, car le Tibet ne faisait pas partie de l'union postale universelle. Pour qu'une lettre arrive en Europe, il faut compter au moins une quinzaine de jours.
À partir de 1955, la poste indienne cessa officiellement ses activités et la Société des postes taïwanaises devint officiellement responsable pour tout le courrier international envoyé depuis la Chine, alors que la souveraineté sur le Tibet, revendiquée par la République de Chine, est exercée par la République populaire de Chine. Le rétablissement du service postal international est devenu possible à la suite du remplacement au sein de Union postale universelle de la République de Chine par la République populaire de Chine le 13 avril 1972.

## Livres
- Holmes, Henry Robert, The Postage Stamps of Tibet, 1941
- Bibbins, Frealon, Tibet, First Series, 1912, plating notebook, 1992
- Haverbeck, Harrison D.S., The Postage stamps and postal history of Tibet, 1952, 1958
- Hellrigl, Wolfgang C., The Postal markings of Tibet, 1996
- Hellrigl, Wolfgang C., Tibet: a philatelic and numismatic bibliography: a critical bibliography containing over 400 titles of Tibetan philately, numismatics and postal and monetary histories. [Part I - Philatelic bibliography], 1981
- Singer, Armond E., Tibet 1809-1975, 1995
- Waterfall, Arnold C., The Postal history of Tibet, 1981, 1965
- Virk, D.S., Sikkim-Tibet, 1903-1908, 1989